# Château de Worb
Le château de Worb, appelé en allemand Schloss Worb, est un château situé sur le territoire de la commune bernoise de Worb, en Suisse.

## Histoire
Le château a été construit pour les barons de Worb qui sont mentionnés dès 1130. Il devient la propriété en 1146 du duc Conrad Ier de Zähringen puis passe entre les mains de plusieurs familles de la région. En 1469, Niklaus von Diesbach en prend possession et réunifie l'ensemble du domaine. Transformé et agrandi à plusieurs reprises entre 1469 et 1594, le bâtiment est presque entièrement reconstruit après un incendie en 1535.[réf. nécessaire]
En 1668, le château est acheté par Christoph von Graffenried (1603-1687). Son neveu et homonyme deviendra quelques années plus tard le fondateur de la colonie de New Bern, en Caroline du Nord. Jusqu'en 1792, le domaine est resté en la possession de la famille von Graffenried avant d'être acquis par la famille von Sinner.[réf. nécessaire]
Le château, encore en mains privées de nos jours[réf. nécessaire], est inscrit comme bien culturel d'importance nationale. Il ne doit pas être confondu avec le château neuf, maison de maître du XVIIIe siècle.